# Gillian Toole

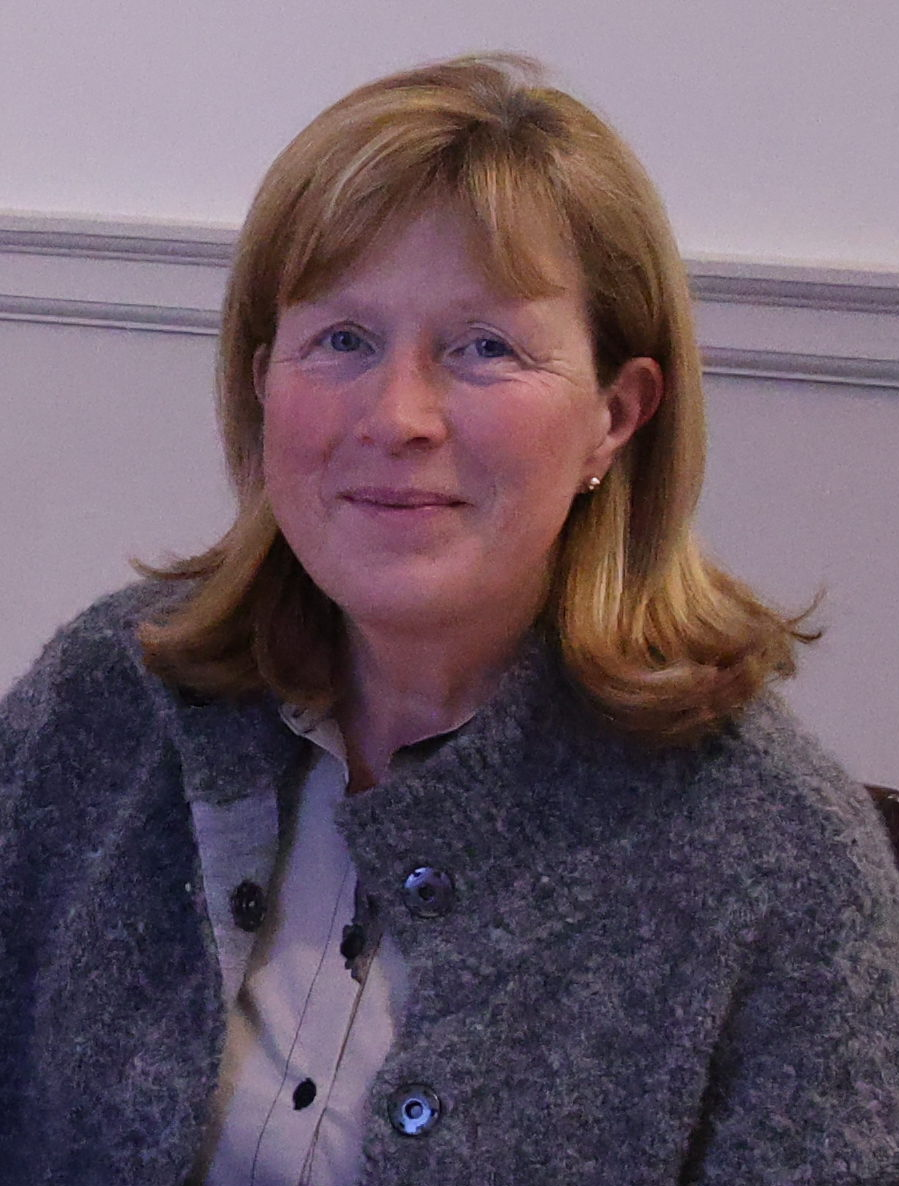
Gilian Toole, 2024

Gillian Toole ist eine irische Politikerin, die seit 2024 parteiloser Abgeordneter (Teachta Dála) im Unterhaus (Dáil Éireann) ist.

## Biografie
Gillian Toole arbeitete 35 Jahre lang als Apothekerin in Ratoath und Umgebung. Sie wurde 2014 als Mitglied der Fine Gael in den Meath County Council gewählt. Im März 2019 trat sie aus der Partei aus und kandidierte nachfolgend als Unabhängige. 2019 und 2024 wurde sie wiedergewählt. 
Bei den Wahlen zum Dáil Éireann 2024 konnte sie im Wahlkreis Meath East genügend Stimmen für einen Sitz erringen und zog damit in den Dáil Éireann ein. Sie schloss sich der Regionalen Gruppe um Michael Lowry an. 